# Peter Fehse
Peter Fehse (né le 18 mai 1983 à Halle, en Allemagne) est un joueur allemand de basket-ball, évoluant au poste d'ailier fort.

## Carrière
Peter Fehse commence sa carrière professionnelle au SV Halle en 2000. Il est sélectionné par les SuperSonics de Seattle en 2002 au 49e rang. Cependant, il choisit de rester en Europe, jouant pour les Francfort Skyliners, puis au Mitteldeutscher Basketball Club et le New Yorker Phantoms Braunschweig. Le 22 décembre 2009, les droits de Fehse sont transférés du Thunder d'Oklahoma City au Jazz de l'Utah.